# Федерація легкої атлетики Львівської області
Федерація легкої атлетики Львівської області (ФЛАЛО) — громадська організація, метою діяльності якої є розвиток легкої атлетики у Львівській області.

## Історія
Федерація має багату та цікаву історію, проте як громадська організація створена лише 4 жовтня 2007 року
На установчу конференцію прибули делегати від спортивних клубів, фізкультурно-спортивних товариств, дитячо-юнацьких спортивних шкіл, ЛШВСМ, УФК та ЛДУФК які представляють 32 осередів (станом на 01.10.2013 р.):

## Перелік осередків ФЛАЛО
1. Кафедра легкої атлетики Львівського державного університету фізичної культури
2. Відділення легкої атлетики Львівського державного училища фізичної культури
3. Відділення легкої атлетики Львівської обласної Школи вищої спортивної майстерності
4. СК «Висота»
5. СК «Легіон»
6. СК «Гермес»
7. СК «Еней»
8. КДЮСШ ім. Ю. К. Кутенка м. Львів
9. КДЮСШ «Колос» м. Львів
10. КДЮСШ «Здоров'я» м. Львів
11. ДЮСШ № 10 м. Львів
12. ЛДЮСШ № 2 м. Львів
13. ДЮСШ «Сокіл» м. Львів
14. ДЮСШ «Фаворит» м. Львів
15. ДЮСШ «Тризуб» м. Львів
16. ДЮСШ Червоноград № 1
17. ДЮСШ Червоноград № 2
18. Буська ДЮСШ
19. ДЮСШ «Соколяни» м. Сокаль
20. Жовківська ДЮСШ
21. Миколаївська ДЮСШ
22. Самбірська РДЮСШ
23. Камянко-Бузька ДЮСШ
24. Бродівська ДЮСШ
25. Новояворівська ДЮСШ
26. Дрогобицька ДЮСШ
27. Стрийська ДЮСШ
28. Пустомитівська ДЮСШ
29. Бориславська ДЮСШ
30. Новороздільська ДЮСШ
31. СК «Ультра»
32. СК «Оріон-Олімпік»

## Керівництво ФЛАЛО
19 листопада 2015 р. відбулась чергова звітно-виборча конференція ФЛАЛО, на який переобрано керівництво федерації:
- Мандрона  Микола  Васильович — Президент ФЛОЛО з 2015 року, Начальник легкоатлетичного манежу НСБ ЛВС МОУ,
- Свищ Ярослав Степанович — Віцепрезидент ФЛАЛО, завідувач кафедри легкої атлетики Львівського державного університету фізичної культури,
- Черних Віктор Михайлович — віцепрезидент, старший вчитель відділення легкої атлетики Львівського училища фізичної культури,
- Онищук Станіслав — в.о. технічного директора ФЛАЛО, тренер ЛДЮСШ 10

## Президія ФЛАЛО
- Мандрона  Микола  Васильович — Президент ФЛАЛО, Начальник легкоатлетичного манежу НСБ ЛВС МОУ
- Свищ Ярослав Степанович — Віце-президент ФЛАЛО, завідувач кафедри легкої атлетики Львівський державний університет фізичної культури
- Черних Віктор Михайлович — Віце-президент ФЛАЛО, Львівське державне училище фізичної культури, вчитель спорту
- Калантаєвський Олександр Юрійович — Член Виконкому, ДЮСШ № 10, тренер-викладач з легкої атлетики
- Кондюх Ярослав Юрійович — Член Виконкому, Львівська ДЮСШ № 2, тренер-викладач з легкої атлетики
- Скалоцька Мирослава Володимирівна — Член Виконкому, Львівське державне училище фізичної культури, вчитель спорту
- Федоренко Валерій Федорович — Член Президії, Львівське державне училище фізичної культури, вчитель спорту
- Сташків Михайло Володимирович — Член Президії, Львівське державне училище фізичної культури, вчитель спорту
- Сазонова Віра Ігнатівна — Член Президії, Львівська ШВСМ, тренер-викладач з легкої атлетики
- Порошина Ольга Володимирівна — Член Президії, КДЮСШ ім. Кутенка, старший тренер відділення легкої атлетики
- Лебедюк Валерій Іванович — Член Президії, Львівська ШВСМ тренер з легкої атлетики
- Теплий  Дмитро Михайлович — Член Президії, Самбірська РДЮСШ, тренер-викладач з легкої атлетики
- Гаврих Ярослав Теодорович — Член Президії ЛОУ комітету з ФВС МОН України, заступник начальника управління
- Прокопенко Віктор Іванович — Член Президії, викладач кафедри легкої атлетики Львівського державного університету фізичної культури,